# New York City Comptroller

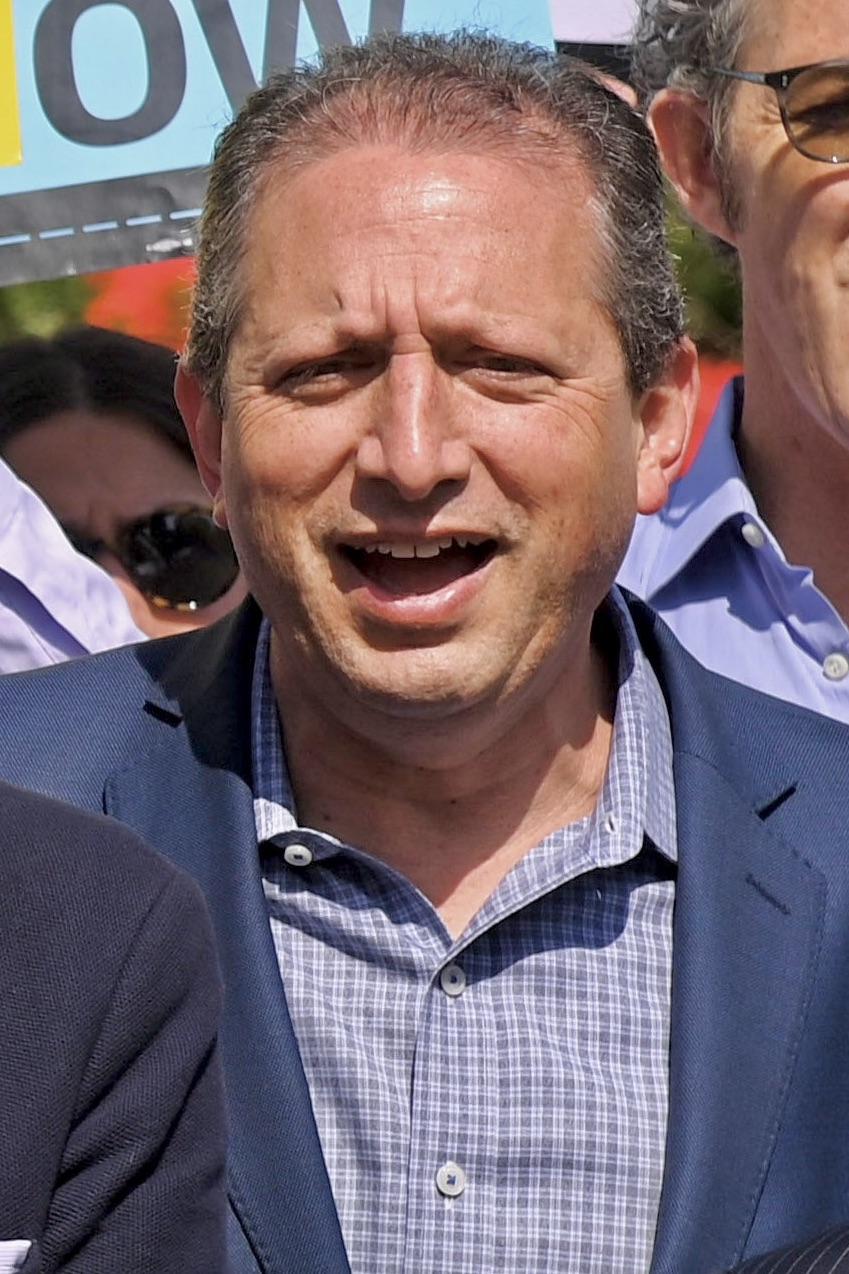
Brad Lander, New York City Comptroller seit 2022

Der Comptroller of New York City ist das dritthöchste öffentliche Amt in New York City. Er ist zugleich Kämmerer und oberster Revisor bzw. Auditor der Stadtverwaltung. Der Comptroller wird von der Bevölkerung direkt für eine Amtszeit von vier Jahren gewählt.

## Aufgaben
Der Comptroller ist dafür verantwortlich, die kommunalen Schulden zu überwachen und zu verwalten. Er gibt Kommunalanleihen aus, ist Trustee der Pensionsfonds der im öffentlichen Dienst Beschäftigten und überwacht die kommunalen Eigenbetriebe und Agenturen. Regelmäßig erstattet er über die Lage der Finanzen sowie die allgemeine Wirtschaftslage in New York City Bericht.
Der Comptroller ist das dritthöchste Amt in New York City. Sollten sowohl die Ämter des Bürgermeisters als auch des New York City Public Advocate vakant sein, so ist der Comptroller kommissarischer Bürgermeister.

## Geschichte
Das Amt wurde bereits 1801 eingeführt und wird seit 1884 von der Bevölkerung in einer Direktwahl bestimmt. 1938 erhielt der Comptroller eine eigene Behörde innerhalb der Stadtverwaltung. Bis 1989 gehörte der Comptroller auch dem einflussreichen New York City Board of Estimate an, das aus den doppelt stimmberechtigten Ämtern des Bürgermeisters, des Comptrollers und des Präsidenten des City Council (heute: Public Advocate) sowie den fünf einfach stimmberechtigten Borough-Präsidenten bestand.

## Wahl
Die Wahl findet alle vier Jahre, gleichzeitig mit den Wahlen des Bürgermeisters, der Mitglieder des City Councils sowie des Public Advocates als Direktwahl statt. Wie auch für das Amt des Bürgermeisters finden im Vorfeld der Wahl in den großen Parteien sogenannte Primaries statt, bei denen über die jeweilige Nominierung entschieden wird.

## Amtsinhaber
Amtsinhaber ist seit 2022 der Demokrat Brad Lander.
Bei den Wahlen 2013 gewann der demokratische Borough President von Manhattan, Scott Stringer. Nachdem er die Vorwahl gegen den ehemaligen Gouverneur Eliot Spitzer überraschend für sich entschieden hatte, setzte er sich auch in der Hauptwahl gegen den Kandidaten der Republikaner, den ehemaligen Wall-Street-Analysten John Burnett durch. Stringer wurde 2017, ohne dass er sich einer üblichen parteiinternen Vorwahl hätte stellen müssen, gegen den Republikaner Michel Faulkner mit 77 Prozent der Stimmen für eine zweite und letzte Amtszeit wiedergewählt.

## Liste der Amtsinhaber
- 1898–1901 Bird S. Coler
- 1902–1905 Edward M. Grout
- 1906–1908 Herman A. Metz
- 1910–1917 W. A. Prendergast
- 1918–1925 Charles Lacy Craig
- 1926–1932 Charles W. Berry
- 1933 George McAneny
- 1934 Arthur Cunningham
- 1935 Joseph D. McGoldrick
- 1936–1937 Frank J. Taylor
- 1938–1945 Joseph D. McGoldrick
- 1946–1953 Lazarus Joseph
- 1954–1961 Lawrence E. Gerosa
- 1962–1965 Abraham D. Beame
- 1966–1969 Mario Procaccino
- 1970–1973 Abraham D. Beame
- 1974–1989 Harrison J. Goldin
- 1990–1993 Elizabeth Holtzman
- 1994–2001 Alan G. Hevesi
- 2002–2009 William Thompson
- 2010–2013 John Liu
- 2014‒2021 Scott Stringer
- seit 2022 Brad Lander